# تشاد كلاسن
تشاد كلاسن هو لاعب هوكي الجليد كندي، ولد في 16 أبريل 1985 في وارمان ‏ في كندا.

## وصلات خارجية
- تشاد كلاسن على موقع EliteProspects.com (الإنجليزية)
- تشاد كلاسن على موقع HockeyDB.com (الإنجليزية)